# Berwick-upon-Tweed
Berwick-upon-Tweed er en by i Northumberland. Det er den nordligste by England. Den ligger 4 km syd for den skotske grænse på østsiden af floden Tweed. Det er omkring 90 km sydøst for Edinburgh, 105 km nord for Newcastle upon Tyne og 555 km nord for London.
Ifølge folketællingen i 2011 havde Berwick en befolkning på 12.043. Der blev oprettet civil parish og byråd i 2008.
Berwick blev grundlagt som en angelsaksisk bosættelse i Northumbria som blev annekteret af England i 900-tallet. I mere end 400 år var området centralt for historiske grænsekrige mellem Kongeriget England og Kongeriget Skotland, og byen har skiftet mellem de to kongeriger adskillige gange. Berwick Castle blev opført 1100-tallet for at styrke byen. Den sidste gang det ene land overtog det fra det andet var da England genobrede den i 1482. Berwick er fortsat en traditionel købstad og har også flere notable arkitektoniske bygninger, særligt de middelalderlige bymure, bymurene fra den elizabethianske tid og Storbritanniens tidligste barrakbygninger (1717–21 af Nicholas Hawksmoor til Board of Ordnance).